# コアホマ郡 (ミシシッピ州)
コアホマ郡（英: Coahoma County）は、アメリカ合衆国ミシシッピ州の北西部、ミシシッピ・デルタ地域に位置する郡である。人口は2万1390人（2020年）。郡庁所在地はクラークスデールであり、同郡で人口最大の都市である。
コアホマ郡はその全体でクラークスデール都市圏を構成している。

## 歴史
コアホマ郡は1836年2月9日に設立され、州北西部の肥沃なヤズー・デルタ地帯に位置している。郡名はチョクトー族インディアンの言葉で「赤いパンサー」を意味している。郡を設立した時の法はその領域を次のように定義していた。
ポートロイヤルがかつてコアホマ郡の郡庁所在地だった。ミシシッピ川を5マイル (8 km) 上流に行ったところにあるフライアーズポイントと郡庁所在地の指定を競った。昔、ミシシッピ川に沿った郡の郡庁所在地は常に川沿いにあった。1848年に川の流れが変わってポートロイヤルが郡域から切り離されてその運命が終わり、この時も川沿いの町だったフライアーズポイントが郡庁所在地になった。この町は1920年国勢調査時点で人口約1,000人であり、初期開拓者の1人であるロバート・フライアーの名前から名付けられていた。現在郡庁所在地の1つであるクラークスデールが郡内で最大かつ重要な都市であり、1920年でも人口は7,500人いた。クラークスデールは、郡内のイーグルズネストに家があったジェイムズ・L・アルコーン州知事の義兄弟であるジョン・クラークに因んで名付けられた。

## 地理
アメリカ合衆国国勢調査局に拠れば、郡域全面積は583.14平方マイル (1,510.3 km2)であり、このうち陸地554.15平方マイル (1,435.2 km2)、水域は28.99平方マイル (75.1 km2)で水域率は4.97%である。

### 主要高規格道路
- アメリカ国道49号線
- アメリカ国道61号線
- ミシシッピ州道1号線
- ミシシッピ州道6号線

### 隣接する郡
- トゥニカ郡 - 北
- クイットマン郡 - 東
- タラハチー郡 - 南東
- サンフラワー郡 - 南
- ボリバー郡 - 南西
- フィリップス郡 (アーカンソー州) - 西

## 人口動態
以下は2000年の国勢調査による人口統計データである。
| 基礎データ - 人口: 30,622人 - 世帯数: 10,553 世帯 - 家族数: 7,482 家族 - 人口密度: 21人/km2（55人/mi2） - 住居数: 11,490軒 - 住居密度: 8軒/km2（21軒/mi2） 人種別人口構成 - 白人: 27.28% - アフリカン・アメリカン: 65.21% - ネイティブ・アメリカン: 0.09% - アジア人: 0.47% - 太平洋諸島系: 0.02% - その他の人種: 0.35% - 混血: 0.60% - ヒスパニック・ラテン系: 6.90% | 年齢別人口構成 - 18歳未満: 33.0% - 18-24歳: 10.3% - 25-44歳: 25.3% - 45-64歳: 19.1% - 65歳以上: 12.3% - 年齢の中央値: 30歳 - 性比（女性100人あたり男性の人口） - 総人口: 84.9 - 18歳以上: 77.5 世帯と家族（対世帯数） - 18歳未満の子供がいる: 36.8% - 結婚・同居している夫婦: 37.2% - 未婚・離婚・死別女性が世帯主: 28.7% - 非家族世帯: 29.1% - 単身世帯: 26.2% - 65歳以上の老人1人暮らし: 11.5% - 平均構成人数 - 世帯: 2.83人 - 家族: 3.42人 | 収入と家計 - 収入の中央値 - 世帯: 22,338米ドル - 家族: 26,640米ドル - 性別 - 男性: 26,841米ドル - 女性: 19,611米ドル - 人口1人あたり収入: 12,558米ドル - 貧困線以下 - 対人口: 35.9% - 対家族数: 29.8% - 18歳未満: 45.9% - 65歳以上: 31.5% |

## 都市と町

### 都市
- クラークスデール - 郡庁所在地

### 町
- コアホマ
- フライアーズポイント
- ジョーンズタウン
- ルーラ
- ライアン

### 未編入の町
| - ボボ - クレアモント - クローバーヒル - ダブリン - ファレル | - ヒルハウス - ルランド - マットソン - ムーンレイク - レナララ | - リッチ - ラウンダウェイ - ルディアード - シェラード - ストーバル |

## 教育

### 高等教育機関
- コアホマ・コミュニティカレッジ、クラークスデール市

コアホマ郡は元ミシシッピ・デルタ・コミュニティカレッジの担当範囲に入っていた。1995年にミシシッピ州議会が範囲を分割した結果、その範囲から外れることになった。

### 公共教育学区
- クラークスデール市教育学区
- コアホマ郡教育学区

### 私立学校
- リー・アカデミー、クラークスデール市

## 著名な出身者
- トマス・ハリス、小説家、ハンニバル・レクターを主人公にした『羊たちの沈黙』などで評価されている。ジャクソン市で生まれたが、コアホマ郡の未編入の町リッチで育った
- ジョン・リー・フッカー （1917年-2001年）、ブルース歌手、1917年8月22日にコアホマ郡の小作農かつバプテスト説教師の家に生まれた
- リック・ロス、ラッパー、1976年にコアホマ郡で生まれた。間もなくフロリダ州マイアミ・デイド郡に移転した
- アイク・ターナー、ミュージシャン、クラークスデールで生まれた
- ネイト・ドッグ、R&B歌手、子供時代をクラークスデールで過ごした
- テネシー・ウィリアムズ、劇作家、代表作に『欲望という名の電車』、子供時代をクラークスデールで過ごした。毎年クラークスデールでテネシー・ウィリアムズ祭が開催されている。